# Континентален преход
Континентален преход е туристически маршрут в САЩ с обща дължина от 4989 километра (3100 мили) между Чиуауа и Албърта. Той е част от Тройната корона - отличие, което получават хората, направили трите най-дълги прехода в САЩ: Тихоокеанския хребетен път, Пътеката на Апалачите и континенталния преход. За разлика от другите два обаче континенталната пътека е с най-голяма дължина, най-слабо маркирана и с най-малък брой туристи пробващи да изминат пътеката за един сезон – около 200 души на година. Изминаването обикновено отнема 6 месеца.
Пътеката следва континенталния вододел на Америка покрай Скалистите планини и преминава през щатите – Монтана, Айдахо, Уайоминг, Колорадо и Ню Мексико. Пътеката е комбинация от специални пътеки и малки пътища и се счита за 70% завършена. Частите, определени като незавършени, трябва да се изминават по пешеходни или асфалтирани пътища.
Най-високата точка на прехода е Грайс Пийк, Колорадо (4352 метра), а най-ниската на внушителните 1200 метра в Кълъмбъс, Ню Мексико.
Най-младият човек, който преминава целия път е Рийд Джонес, който извървява пътеката заедно с баща си Ерик Джонес от 15 април 2013 до 6 септември 2013 година в северната посока на 13-годишна възраст.